# James Edward Humphreys
James Edward Humphreys (Erie, Pensilvânia, 1939 – Leeds, Massachusetts, 27 de agosto de 2020) é um matemático estadunidense. Trabalha com grupos algébricos, grupos de Lie e álgebra de Lie e sua teoria de representação.

## Obras
- Introduction to Lie algebras and representation theory, Springer Verlag, Graduate Texts in Mathematics, 1972, 7. Auflage 1997
- Modular representations of finite groups of Lie type, Cambridge University Press 2006
- Linear algebraic groups, Springer Verlag 1975, 1995, 1998
- Reflection groups and Coxeter Groups, Cambridge University Press 1990
- Arithmetic Groups, Springer Verlag 1980
- Ordinary and modular representations of Chevalley groups, Springer Verlag 1976
- Conjugacy classes in semisimple algebraic groups, AMS 1995
- Representations of semisimple Lie algebras in the BGG Category {\displaystyle {\mathcal {O}}}, AMS 2008